# Copa del Rey 2020/21
De Copa del Rey 2020/21 is het 119e seizoen (inclusief 1904, 1910 en 1913) waarin wordt gestreden om de nationale voetbalbeker van Spanje. Het toernooi, georganiseerd door de Spaanse voetbalbond (RFEF), begon op 11 november 2020 en eindigde met de finale op 17 april 2021 . De winnaar krijgt een ticket voor de groepsfase van de Europa League 2021/22 en beide finalisten kwalificeerden zich voor de Supercopa de España 2021/22.

## Laatste 16
|                       |                       |     |                                                  |                                                                           |
| 26 januari 2021 19:00 | Valladolid (1)        | 2–4 | Levante (1)                                      | Stadion: José Zorrilla, Valladolid Scheidsrechter: Valentín Pizarro Gómez |
| 26 januari 2021 19:00 | Toni 13' Weissman 65' |     | Bardhi 23' Malsa 45' Coke 59' Morales 80' (pen.) | Stadion: José Zorrilla, Valladolid Scheidsrechter: Valentín Pizarro Gómez |
| 26 januari 2021 19:00 |                       |     |                                                  | Stadion: José Zorrilla, Valladolid Scheidsrechter: Valentín Pizarro Gómez |
| 26 januari 2021 19:00 |                       |     |                                                  | Stadion: José Zorrilla, Valladolid Scheidsrechter: Valentín Pizarro Gómez |
|                       |                       |     |                                                  |                                                                           |

|                       |            |          |                |                                                                         |
| 26 januari 2021 21:00 | Girona (2) | 0–1      | Villarreal (1) | Stadion: Montilivi, Girona Scheidsrechter: Ricardo de Burgos Bengoetxea |
| 26 januari 2021 21:00 |            | Pino 19' |                | Stadion: Montilivi, Girona Scheidsrechter: Ricardo de Burgos Bengoetxea |
| 26 januari 2021 21:00 |            |          |                | Stadion: Montilivi, Girona Scheidsrechter: Ricardo de Burgos Bengoetxea |
| 26 januari 2021 21:00 |            |          |                | Stadion: Montilivi, Girona Scheidsrechter: Ricardo de Burgos Bengoetxea |
|                       |            |          |                |                                                                         |

|                       |                                |            |                   |                                                                         |
| 26 januari 2021 21:00 | Real Betis (1)                 | 3–1 (n.v.) | Real Sociedad (1) | Stadion: Benito Villamarín, Sevilla Scheidsrechter: Antonio Mateu Lahoz |
| 26 januari 2021 21:00 | Canales 79' Iglesias 96', 111' |            | Oyarzabal 13'     | Stadion: Benito Villamarín, Sevilla Scheidsrechter: Antonio Mateu Lahoz |
| 26 januari 2021 21:00 |                                |            |                   | Stadion: Benito Villamarín, Sevilla Scheidsrechter: Antonio Mateu Lahoz |
| 26 januari 2021 21:00 |                                |            |                   | Stadion: Benito Villamarín, Sevilla Scheidsrechter: Antonio Mateu Lahoz |
|                       |                                |            |                   |                                                                         |

|                       |                              |     |              |                                                                                 |
| 27 januari 2021 19:00 | Sevilla (1)                  | 3–0 | Valencia (1) | Stadion: Ramón Sánchez Pizjuán, Sevilla Scheidsrechter: Carlos del Cerro Grande |
| 27 januari 2021 19:00 | De Jong 20', 33' Rakitić 38' |     |              | Stadion: Ramón Sánchez Pizjuán, Sevilla Scheidsrechter: Carlos del Cerro Grande |
| 27 januari 2021 19:00 |                              |     |              | Stadion: Ramón Sánchez Pizjuán, Sevilla Scheidsrechter: Carlos del Cerro Grande |
| 27 januari 2021 19:00 |                              |     |              | Stadion: Ramón Sánchez Pizjuán, Sevilla Scheidsrechter: Carlos del Cerro Grande |
|                       |                              |     |              |                                                                                 |

|                       |                                                 |                     |                                                  |                                                                             |
| 27 januari 2021 21:00 | Almería (2)                                     | 0–0 (n.v.) 5–4 pen. | Osasuna (1)                                      | Stadion: Juegos Mediterráneos, Almería Scheidsrechter: Santiago Jaime Latre |
| 27 januari 2021 21:00 |                                                 |                     |                                                  | Stadion: Juegos Mediterráneos, Almería Scheidsrechter: Santiago Jaime Latre |
| 27 januari 2021 21:00 | Strafschoppen                                   |                     |                                                  | Stadion: Juegos Mediterráneos, Almería Scheidsrechter: Santiago Jaime Latre |
| 27 januari 2021 21:00 | Akieme Corpas Sadiq Ramazani De la Hoz Carvalho |                     | Torres Moncayola Calleri Sánchez Barja D. García | Stadion: Juegos Mediterráneos, Almería Scheidsrechter: Santiago Jaime Latre |
|                       |                                                 |                     |                                                  |                                                                             |

|                       |                    |     |                       |                                                                      |
| 27 januari 2021 21:00 | Rayo Vallecano (2) | 1–2 | Barcelona (1)         | Stadion: Vallecas, Madrid Scheidsrechter: Guillermo Cuadra Fernández |
| 27 januari 2021 21:00 | García 63'         |     | Messi 70' De Jong 80' | Stadion: Vallecas, Madrid Scheidsrechter: Guillermo Cuadra Fernández |
| 27 januari 2021 21:00 |                    |     |                       | Stadion: Vallecas, Madrid Scheidsrechter: Guillermo Cuadra Fernández |
| 27 januari 2021 21:00 |                    |     |                       | Stadion: Vallecas, Madrid Scheidsrechter: Guillermo Cuadra Fernández |
|                       |                    |     |                       |                                                                      |

|                       |                  |                                                                  |             |                                                                               |
| 28 januari 2021 19:00 | Navalcarnero (3) | 0–6                                                              | Granada (1) | Stadion: Mariano González, Navalcarnero Scheidsrechter: Javier Alberola Rojas |
| 28 januari 2021 19:00 |                  | Germán 9' Soro 24' Vico 32' Soldado 34' Foulquier 72' Molina 78' |             | Stadion: Mariano González, Navalcarnero Scheidsrechter: Javier Alberola Rojas |
| 28 januari 2021 19:00 |                  |                                                                  |             | Stadion: Mariano González, Navalcarnero Scheidsrechter: Javier Alberola Rojas |
| 28 januari 2021 19:00 |                  |                                                                  |             | Stadion: Mariano González, Navalcarnero Scheidsrechter: Javier Alberola Rojas |
|                       |                  |                                                                  |             |                                                                               |

|                       |               |     |                             |                                                               |
| 28 januari 2021 21:00 | Alcoyano (3)  | 1–2 | Athletic Bilbao (1)         | Stadion: El Collao, Alcoy Scheidsrechter: David Medié Jiménez |
| 28 januari 2021 21:00 | Carbonell 39' |     | Villalibre 53' Williams 78' | Stadion: El Collao, Alcoy Scheidsrechter: David Medié Jiménez |
| 28 januari 2021 21:00 |               |     |                             | Stadion: El Collao, Alcoy Scheidsrechter: David Medié Jiménez |
| 28 januari 2021 21:00 |               |     |                             | Stadion: El Collao, Alcoy Scheidsrechter: David Medié Jiménez |
|                       |               |     |                             |                                                               |

## Kwartfinales
|                       |             |             |             |                                                                                                 |
| 2 februari 2021 21:00 | Almería (2) | 0-1         | Sevilla (1) | Stadion: Juegos Mediterráneos, Almería Toeschouwers: 0 Scheidsrechter: Xavier Estrada Fernández |
| 2 februari 2021 21:00 |             | Ocampos 67' |             | Stadion: Juegos Mediterráneos, Almería Toeschouwers: 0 Scheidsrechter: Xavier Estrada Fernández |
| 2 februari 2021 21:00 |             |             |             | Stadion: Juegos Mediterráneos, Almería Toeschouwers: 0 Scheidsrechter: Xavier Estrada Fernández |
| 2 februari 2021 21:00 |             |             |             | Stadion: Juegos Mediterráneos, Almería Toeschouwers: 0 Scheidsrechter: Xavier Estrada Fernández |
|                       |             |             |             |                                                                                                 |

|                       |              |          |                |                                                                                        |
| 3 februari 2021 19:00 | Levante (1)  | 1-0 n.v. | Villarreal (1) | Stadion: Ciutat de València, Valencia Toeschouwers: 0 Scheidsrechter: César Soto Grado |
| 3 februari 2021 19:00 | Roger 120+1' |          |                | Stadion: Ciutat de València, Valencia Toeschouwers: 0 Scheidsrechter: César Soto Grado |
| 3 februari 2021 19:00 |              |          |                | Stadion: Ciutat de València, Valencia Toeschouwers: 0 Scheidsrechter: César Soto Grado |
| 3 februari 2021 19:00 |              |          |                | Stadion: Ciutat de València, Valencia Toeschouwers: 0 Scheidsrechter: César Soto Grado |
|                       |              |          |                |                                                                                        |

|                       |                                         |          |                                                   |                                                                                                  |
| 3 februari 2021 21:00 | Granada (1)                             | 3-5 n.v. | Barcelona (1)                                     | Stadion: Nuevo Los Cármenes, Granada Toeschouwers: 0 Scheidsrechter: José María Sánchez Martínez |
| 3 februari 2021 21:00 | Kenedy 33' Soldado 47' Vico 103' (pen.) |          | Griezmann 88', 100' Alba 90+2', 113' De Jong 108' | Stadion: Nuevo Los Cármenes, Granada Toeschouwers: 0 Scheidsrechter: José María Sánchez Martínez |
| 3 februari 2021 21:00 |                                         |          |                                                   | Stadion: Nuevo Los Cármenes, Granada Toeschouwers: 0 Scheidsrechter: José María Sánchez Martínez |
| 3 februari 2021 21:00 |                                         |          |                                                   | Stadion: Nuevo Los Cármenes, Granada Toeschouwers: 0 Scheidsrechter: José María Sánchez Martínez |
|                       |                                         |          |                                                   |                                                                                                  |

|                       |                |                |                     |                                     |
| 4 februari 2021 21:00 | Real Betis (1) | 1-1 (1-4 pen.) | Athletic Bilbao (1) | Stadion: Benito Villamarín, Sevilla |
| 4 februari 2021 21:00 |                |                |                     | Stadion: Benito Villamarín, Sevilla |
| 4 februari 2021 21:00 |                |                |                     | Stadion: Benito Villamarín, Sevilla |
| 4 februari 2021 21:00 |                |                |                     | Stadion: Benito Villamarín, Sevilla |
|                       |                |                |                     |                                     |

## Halve finales
De loting voor de halve finales vindt plaats op 5 februari 2021 om 13:00 (UTC+1) op het bondskantoor van de RFEF in Las Rozas
|                            |                        |     |              |                                                                                    |
| 10 februari 2021 21:00 uur | Sevilla FC             | 2-0 | FC Barcelona | Stadion: Ramón Sánchez Pizjuán Toeschouwers: 0 Scheidsrechter: Antonio Mateu Lahoz |
| 10 februari 2021 21:00 uur | Koundé 25' Rakitić 85' |     |              | Stadion: Ramón Sánchez Pizjuán Toeschouwers: 0 Scheidsrechter: Antonio Mateu Lahoz |
| 10 februari 2021 21:00 uur |                        |     |              | Stadion: Ramón Sánchez Pizjuán Toeschouwers: 0 Scheidsrechter: Antonio Mateu Lahoz |
| 10 februari 2021 21:00 uur |                        |     |              | Stadion: Ramón Sánchez Pizjuán Toeschouwers: 0 Scheidsrechter: Antonio Mateu Lahoz |
|                            |                        |     |              |                                                                                    |

|                            |                 |     |            |                                                                      |
| 11 februari 2021 21:00 uur | Athletic Bilbao | 1-1 | Levante UD | Stadion: San Mamés Toeschouwers: 0 Scheidsrechter: Jesús Gil Manzano |
| 11 februari 2021 21:00 uur | Martínez 58'    |     | Melero 26' | Stadion: San Mamés Toeschouwers: 0 Scheidsrechter: Jesús Gil Manzano |
| 11 februari 2021 21:00 uur |                 |     |            | Stadion: San Mamés Toeschouwers: 0 Scheidsrechter: Jesús Gil Manzano |
| 11 februari 2021 21:00 uur |                 |     |            | Stadion: San Mamés Toeschouwers: 0 Scheidsrechter: Jesús Gil Manzano |
|                            |                 |     |            |                                                                      |

|                        |                                         |     |            |                                                                               |
| 3 maart 2021 21:00 uur | FC Barcelona                            | 3-0 | Sevilla FC | Stadion: Camp Nou Toeschouwers: 0 Scheidsrechter: José María Sánchez Martínez |
| 3 maart 2021 21:00 uur | Dembélé 12' Piqué 90+4' Braithwaite 95' |     |            | Stadion: Camp Nou Toeschouwers: 0 Scheidsrechter: José María Sánchez Martínez |
| 3 maart 2021 21:00 uur |                                         |     |            | Stadion: Camp Nou Toeschouwers: 0 Scheidsrechter: José María Sánchez Martínez |
| 3 maart 2021 21:00 uur |                                         |     |            | Stadion: Camp Nou Toeschouwers: 0 Scheidsrechter: José María Sánchez Martínez |
|                        |                                         |     |            |                                                                               |

|                        |            |     |                                 |                                                                                            |
| 4 maart 2021 21:00 uur | Levante UD | 1-2 | Athletic Bilbao                 | Stadion: Estadi Ciutat de València Toeschouwers: 0 Scheidsrechter: Carlos del Cerro Grande |
| 4 maart 2021 21:00 uur | Martí 17'  |     | Martínez 30' (P) Berenguer 112' | Stadion: Estadi Ciutat de València Toeschouwers: 0 Scheidsrechter: Carlos del Cerro Grande |
| 4 maart 2021 21:00 uur |            |     |                                 | Stadion: Estadi Ciutat de València Toeschouwers: 0 Scheidsrechter: Carlos del Cerro Grande |
| 4 maart 2021 21:00 uur |            |     |                                 | Stadion: Estadi Ciutat de València Toeschouwers: 0 Scheidsrechter: Carlos del Cerro Grande |
|                        |            |     |                                 |                                                                                            |

## Finale
|                     |                 |                                                         |              |                                                                                               |
| 17 april 2021 21:30 | Athletic Bilbao | 0 – 4                                                   | FC Barcelona | Estádio da La Cartuja, Sevilla Toeschouwers: 0 Scheidsrechter: Juan Martínez Munuera (Spanje) |
| 17 april 2021 21:30 |                 | 60' Griezmann 63' Frenkie de Jong 68', 72' Lionel Messi |              | Estádio da La Cartuja, Sevilla Toeschouwers: 0 Scheidsrechter: Juan Martínez Munuera (Spanje) |